# Operazione U-Go
L'Operazione U-Go o Operazione C (ウ号作戦 U Gō sakusen) fu un'offensiva giapponese lanciata nel marzo 1944 contro le forze dell'Impero britannico di stanza nel Manipur, presso le Naga Hills, che a quel tempo facevan parte della provincia dell'Assam. L'obiettivo era quello di raggiungere la valle del Brahmaputra, attraversando le città di Imphal e Kohima. Insieme all'offensiva Ha Go, fu uno degli ultimi grandi attacchi lanciati dai giapponesi durante la seconda guerra mondiale. L'offensiva culminò nelle battaglie di Imphal e Kohima, dove i giapponesi e i loro alleati vennero prima fermati e successivamente respinti.

## Antefatti
Nel '42 l'esercito giapponese era riuscito a far ritirare le truppe inglesi, indiane e cinesi dalla Birmania. Quando la stagione dei monsoni arrivò, inglesi e indiani occuparono Imphal, capitale dello stato del Manipur, attraversato da una delle poche strade praticabili che tagliavano le montagne ricoperte di giungla impenetrabile. Nell'attesa venne chiesto al tenente generale Shōjirō Iida, comandante delle truppe in Birmania, se secondo lui si dovesse procedere ad invadere l'India alla fine del periodo dei monsoni. Dopo essersi confrontato con i comandanti delle varie divisioni, Iida sconsigliò di avanzare, a causa del terreno impervio e dei problemi relativi all'approvvigionamento.
Nei successivi 18 mesi gli Alleati ricostituirono la linea di rifornimento fino all'Assam, nel nord-est dell'India: l'esercito americano, insieme a lavoratori indiani costruì varie basi aeree nell'Assam, dalle quali riforniva la Cina di Chiang Kai-shek e le proprie basi aeree in Cina. Questa rotta era nota come The Hump. A questa gli americani volevano affiancare una rotta terrestre, la Ledo road.
A metà del 1943 il comando giapponese in Birmania venne riorganizzato: il generale Iida venne richiamato in patria e a capo del nuovo esercito regionale di Birmania venne messo il tenente generale Masakazu Kawabe. La 15ª Armata, che faceva parte di questa formazione, comandata dal tenente generale Renya Mutaguchi, era di stanza nella zona che fronteggiava Imphal e l'Assam.
Dal momento in cui prese il comando, Mutaguchi fece pressioni per far partire un'offensiva volta alla conquista dell'India. Più che una semplice vittoria tattica, mirava a tagliare all'origine i rifornimenti ai nazionalisti cinesi, passando da Imphal e conquistando poi la valle del Brahmaputra. Nel 1942, tuttavia, era stato uno dei più critici verso questa proposta, a causa delle già citate difficili condizioni di approvvigionamento che le truppe avrebbero avuto. Questa sua reticenza nasceva dal fatto che credeva che l'idea venisse dal comando regionale; quando scoprì che l'idea era stata proposta dal comando centrale dell'esercito imperiale si pentì della propria cautela.
Mutaguchi, grazie alle sue capacità ma anche alla fortuna, aveva giocato un ruolo fondamentale nelle vittorie giapponesi a partire dal 1937 durante l'incidente del ponte di Marco Polo. Ciò aveva contribuito a fargli venire l'idea che a lui sarebbe spettato vincere la battaglia risolutiva del conflitto. Inoltre era stato colpito dai resoconti degli Alleati sulla prima spedizione dei Chindit, comandati da Orde Wingate. In questi si esaltava il successo dell'attraversamento di territori che Mutaguchi aveva ritenuto impraticabili quando era a capo della 18ª Divisione giapponese, senza però accennare alle perdite causate dalle malattie e dalla fatica. Di fatto questi fuorviarono Mutaguchi e il suo staff sulla reale difficoltà.

### Preparazione
Tra il 24 e il 27 giugno 1943, si tenne a Rangoon un incontro tra i vertici militari nel quale il capo di stato maggiore di Mutaguchi, Todai Kunomura, presentò il suo piano. Tuttavia questo venne respinto e lo stato maggiore dell'esercito regionale presentò le proprie proposte per spingere le truppe poco oltre, nella regione montuosa che faceva da confine con l'India.
Il piano di Mutaguchi venne comunque esaminato: il tenente generale Eitaro Naka, capo di stato maggiore dell'esercito regionale, il maggiore generale Masazumi Inada, vice capo di stato maggiore del Gruppo di Armata di spedizione del sud, e anche il tenente generale Gonpachi Kondo del Quartier generale imperiale evidenziarono le debolezze tattiche e logistiche della proposta. Tuttavia Kawabe non gli vietò esplicitamente di agire.
Alle successive esercitazioni, a Maymyo, nel quartier generale della 15ª Armata, e a Singapore, in quello del Gruppo d'armate di spedizione del sud, il tenente generale Naka sembrava persuaso dalle idee di Mutaguchi. Il tenente generale Inada invece si opponeva ancora, e propose a Kunomura e al maggiore Iwaichi Fujiwara di attaccare lo Yunnan. Comunque sia, nell'ottobre del 1943, Inada venne rimosso dalla sua posizione dopo essere stato indicato come capro espiatorio per non aver attuato l'accordo col quale venivano ceduti alcuni territori alla Thailandia del feldmaresciallo Plaek Pibulsonggram, alleata del Giappone. Al suo posto venne nominato il tenente generale Kitsuju Ayabe.
A Singapore, il 23 dicembre 1943, il feldmaresciallo Hisaichi Terauchi, comandante in capo del Gruppo di Armata di spedizione del sud, approvò il piano. Ayabe venne inviato al quartier generale imperiale per ricevere l'approvazione. Il primo ministro Hideki Tōjō acconsentì dopo aver consultato un ufficiale dello stato maggiore mentre faceva il bagno. Una volta presa questa decisione, né Kawabe né Terauchi ebbero alcuna possibilità di annullare l'offensiva, il cui nome in codice era U-Go o operazione C, né ebbero alcun controllo una volta iniziata.

### L'influenza di Azad Hind
Per certi versi, sia Mutaguchi che Tojo furono influenzati da Subhas Chandra Bose, a capo del Azad Hind, un movimento il cui obiettivo era liberare l'India dal dominio inglese, e delle sue milizie, l'Azad Hind Fauj o Indian National Army (INA). Quest'ultimo era composto principalmente da prigionieri di guerra dell'Esercito Anglo-Indiano, catturati dopo la battaglia di Singapore, e da indiani che vivevano nel sud-est asiatico e avevano deciso di unirsi al movimento indipendentista.
Bose, per perseguire i propri obiettivi indipendentisti, persuase i comandanti giapponesi che una vittoria come quella pronosticata da Mutaguchi avrebbe portato alla fine del controllo inglese sull'India. Questa idea ai giapponesi piaceva non solo perché avrebbero avuto ad occidente un alleato, grazie all'INA, ma anche perché aiutava la propaganda giapponese, che rappresentava l'espansionismo giapponese come un mezzo per liberare l'Asia dal colonialismo occidentale.

## Strategia giapponese

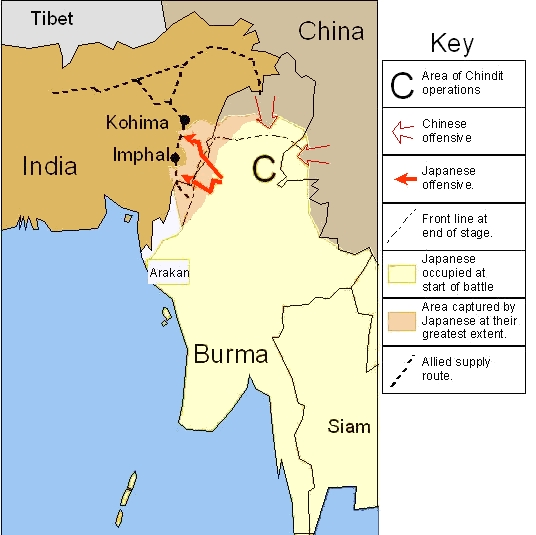
L'invasione giapponese della Birmania con le direttrici di attacco su Imphal e Kohima

Anche gli Alleati stavano preparando un'offensiva, pianificata per l'inizio del 1944. Il XV Corps stavano avanzando lungo la costa dell'Arakan, mentre il IV Corps aveva mandato due divisioni di fanteria indiane verso il fiume Chindwin a Tamu e a Tiddim; queste erano molto distanti l'una dall'altra e, quindi, facilmente isolabili dalle altre.
I giapponesi decisero di mandare una divisione della 28ª Armata contro le truppe nemiche in Arakan come diversivo. Quest'operazione, nome in codice Ha-Go, sarebbe stata lanciata nella prima settimana di febbraio e si sperava che avrebbe attirato lì le truppe di riserva di stanza nell'Assam e che avrebbe dato l'impressione che i giapponesi volessero invadere il Bengala passando da Chittagong.
Durante la prima settimana di marzo la XV Armata avrebbe marciato verso Imphal e Kohima, la cui conquista avrebbe messo in fuga le truppe britanniche e avrebbe precluso qualsiasi azione futura contro la Birmania. Il piano prevedeva:
- la 33ª Divisione di fanteria, comandata dal tenente generale Motoso Yanagida, avrebbe annientato la 17ª Divisione di fanteria indiana a Tiddim e successivamente avrebbe marciato verso Imphal, per attaccare da sud;
- il maggior generale Tsunoru Yamamoto, a capo della Yamamoto Force formata da alcune unità provenienti dalla 15ª e 33ª Divisione, assistiti da carri armati e artiglieria pesante avrebbe sconfitto la 20ª Divisione di fanteria indiana a Tamu e successivamente attaccato Imphal da est;
- la 15ª Divisione di fanteria sotto il comando del tenente generale Masafumi Yamauchi sarebbe calata su Imphal da nord;
- la 31ª Divisione di fanteria con a capo Kōtoku Satō avrebbe catturato Kohima, isolando Imphal, e poi avrebbe proseguito verso Dimapur, centro di approvvigionamente vitale per gli Alleati.

Nonostante i giapponesi volessero utilizzare le forze dell'INA come truppe ausiliare e di ricognizione e anche per propaganda, a causa dell'insistenza di Bose, decisero di usare due loro brigate.
Lo stato maggiore dell'esercito regionale considerava troppo rischioso questo piano: ritenevano poco saggio dispiegare le proprie forze su un fronte così ampio. Tuttavia molti degli ufficiali che si dissero contro questo piano vennero trasferiti. Le critiche provenivano anche dai comandanti di divisione di Mutaguchi: ritenevano che il loro superiore stesse confidando troppo in successi rapidi che avrebbero scongiurato il problema dei rifornimenti.

## Piano degli Alleati
All'inizio del 1944, le forze degli Alleati in Assam ed Arakan facevano parte della XIV Armata britannica, a capo della quale c'era il tenente generale William Slim. A causa del fallimento di una precedente offensiva in Arakan, Slim e il suo predecessore, il generale George Giffard, avevano cercato di migliorare il morale e la condizione fisica dei propri soldati. Grazie alle nuove e migliorate rotte di rifornimenti, che avevano permesso l'arrivo di una maggior quantità di provviste e medicinali, si era riusciti nell'intento. Inoltre, grazie ai ponti aerei, gli Alleati erano riusciti a rendere inefficaci le tecniche di accerchiamento giapponesi, i quali non erano attrezzati per questa eventualità.
Grazie all'intelligence, Slim e il tenente generale Geoffrey Scoones, a capo dei IV Corps, avevano saputo che i nemici si stavano preparando ad attaccare. Non essendo certi di dove avrebbero colpito, invece di anticiparne le mosse e lanciare un'offensiva oltre il Chindwin o di fortificarsi lungo il fiume, preferirono ritirarsi ad Imphal e difenderla, in quanto erano a conoscenza dei problemi di approvvigionamento dei giapponesi.

## Ha Go
L'attacco nell'Arakan, usato come diversivo, incominciò il 5 febbraio. Un distaccamento della 55ª Divisione giapponese superò le linee dei XV Corps indiani per aggirare una postazione di divisione indiana ed isolare le divisioni avanzate dei Corps. Quando tentarono di assediare una sede amministrativa, chiamata Admin Box, che era stata preparata per la difesa in maniera approssimativa, scoprirono che, tramite ponte aereo, la guarnigione di stanza lì aveva ricevuto rifornimenti, mentre loro, essendo oltre le linee nemiche erano isolati e senza possibilità di ricevere alcunché. I giapponesi, malnutriti e mal equipaggiati, dovettero ritirarsi all'arrivo dei rinforzi inglesi e indiani.

## U-Go

### Imphal
La principale offensiva dell'Operazione U-Go incominciò il 6 marzo. L'ordine di ritirata dato da Slim e Scoones arrivò troppo tardi: solo la 20ª Divisione indiana riuscì a ritirarsi senza intoppi; la 17ª, ritrovatasi isolata, dovette combattere per aprirsi la strada verso Imphal. Scoones fu obbligato ad attingere a quasi tutte le riserve per aiutarla. Visto che il diversivo giapponese in Arakan era già fallito, Slim poté aviotrasportare una divisione, insieme all'artiglieria, ad Imphal, in tempo per difenderla prima dell'arrivo della 15ª Divisione giapponese da nord.
Ad aprile, gli attacchi dei giapponesi vennero fermati all'inizio della piana di Imphal. A maggio i IV Corps iniziarono una controffensiva diretta a nord, per ricongiungersi con le truppe che si stavano dirigendo a sud da Kohima. Nonostante gli Alleati procedessero lentamente, la 15ª Divisione giapponese dovette ritirarsi a causa della scarsità dei rifornimenti. Il 22 giugno, la strada da Imphal a Kohima venne liberata, ponendo di fatto fine all'assedio della città, nonostante questa fosse comunque attaccata ancora da est e sud.

### Kohima
La battaglia di Kohima si svolse in due fasi. Dal 3 al 16 aprile, la 31ª Divisione giapponese tentò di catturare il crinale che sovrastava la strada che collegava Dimapur ad Imphal, fondamentale per i rifornimenti diretti ai IV Corps di stanza ad Imphal. Dal 18 aprile al 16 maggio i XXXIII Corps indiani appena arrivati contrattaccarono e riuscirono a liberare il crinale; questo perché il tenente generale Kōtoku Satō, vedendo lo stato in cui erano ridotti i suoi uomini, decise di abbandonare la posizione, lasciando delle truppe a bloccare la strada. I XXXIII Corps riuscirono comunque a riaprire la strada e il 22 luglio riuscirono a riallacciarsi con i compagni assediati ad Imphal.

### Ritirata
Mutaguchi continuò ad ordinare nuovi attacchi, ma alla fine di giugno le truppe giapponesi, malate e malnutrite, non avevano più intenzione di obbedire. Quando il 3 luglio si accorse che nessuna delle formazioni gli ubbidiva più, decise di interrompere l'offensiva e di ritirarsi oltre il Chindwin. I soldati, ormai allo sbando, lasciarono dietro di sé i compagni troppo malati per camminare e molta artiglieria e mezzi di trasporto.

## Conseguenze
Le sconfitte subite a Kohima e Imphal erano le peggiori subite dal Giappone fino a quel momento. Le forze inglesi e indiane avevano riportato 16 987 vittime tra caduti, dispersi e feriti. D'altro canto i giapponesi ne contarono 60 643, tra cui 13 376 morti. La maggior parte delle quali era morta a causa di malnutrizione, malattie e fatica.
Sempre a causa di queste sconfitte, i vertici militari giapponesi in Birmania cambiarono. Mutaguchi, che aveva licenziato tutti i comandanti delle proprie divisioni durante l'operazione, ricevette lo stesso trattamento il 30 agosto. Kawabe, ormai malato, venne sostituito. Molti altri ufficiali superiori dei quartier generali della XV Armata e dell'Esercito regionale di Birmania furono trasferiti a comandi di Reggimento o Divisione.